# Paraclodia
Paraclodia is een kevergeslacht uit de familie van de boktorren (Cerambycidae). De wetenschappelijke naam van het geslacht werd voor het eerst geldig gepubliceerd in 1974 door Breuning.

## Soorten
Paraclodia is monotypisch en omvat slechts de volgende soort:
- Paraclodia besucheti Breuning, 1974